# Jose Pedro Santos
Jose Pedro Santos (6 september 1976), ook wel kortweg Pedrinho genoemd, is een Braziliaans voetballer.